# Éric Marchal
Pour les articles homonymes, voir Marchal.
Éric Marchal est un écrivain français né à Metz le 2 janvier 1963  qui vit actuellement[Quand ?] à Vittel.

## Biographie
Éric Marchal entre à l’Université de Lorraine en 1981 afin d’y poursuivre des études en pharmacie. Il obtient son diplôme de docteur en pharmacie, puis entreprend une thèse dans le domaine de l’immunologie à l’Université Nancy-I.
En 1995, il produit et présente le magazine de l’actualité des sciences Polaris avec France 3 Grand Est.
Son premier roman, Influenza, est né en 1993 après une lecture sur la grippe espagnole dans un magazine d’histoire. 
Ce roman est paru en deux tomes aux Éditions Anne Carrière : Les Ombres du ciel (2009), pour lequel il reçoit le Prix Carrefour Savoirs du premier roman en 2009, et Les Lumières de Géhenne en 2010. 
Il est également l’auteur des livres Le Soleil sous la soie (2011) ; La Part de l’aube (2013); Là où rêvent les étoiles (2016) ; Les Heures indociles (2018) ; Villa Imago (2019) ; Le soleil suivant, Tome 1 : Les filles du chœur (2021). Tous ses ouvrages sont publiés aux Éditions Anne Carrière. 
En 2019, il reçoit le Prix du salon Saint-Maur en poche pour l’ensemble de son œuvre.
En dehors de son activité d’écrivain, il exerce au sein d’un centre de R&D en tant qu’expert scientifique pour la société Nestlé.

## Œuvres
- Influenza tome 1 : Les Ombres du ciel, Paris, Éditions Anne Carrière, 2009, 458 p.  (ISBN 978-2-84337-530-9)

-  prix Carrefour du premier roman 2009
- Influenza tome 2 : Les Lumières de Géhenne, Paris, Éditions Anne Carrière, 2010, 535 p.  (ISBN 978-2-84337-560-6)
- Le Soleil sous la soie, Paris, Éditions Anne Carrière, 2011, 629 p.  (ISBN 978-2-84337-609-2)
- La Part de l'aube, Paris, Éditions Anne Carrière, 2013, 624 p.  (ISBN 978-2-8433-7683-2)
- Là ou rêvent les étoiles, Paris, Éditions Anne Carrière, 2016, 719 p.  (ISBN 978-2-8433-7746-4)
- Les Heures indociles, Paris, Éditions Anne Carrière, 2018, 596 p.  (ISBN 978-2-8433-7892-8)
- Villa Imago, Paris, Éditions Anne Carrière, 2019, 334 p.   (ISBN 978-2-8433-7951-2)
- Le Soleil suivant tome 1 : Les Filles du chœur,  Paris, Éditions Anne Carrière, 2021, 356 p.  (ISBN 978-2-3808-2187-1)
- Le Soleil suivant tome 2 : La Belle de Haarlem, Paris, Éditions Anne Carrière, 2022, 256 p.  (ISBN 978-2-38082-189-5)
- Le Soleil suivant tome 3 : Le pas de nos pères, Paris, Éditions Anne Carrière, novembre 2023, 278 p.  (ISBN 978-2-3808-2190-1)

## Récompenses et distinctions

### Prix littéraires
- 2009 : Prix Carrefour Savoirs du premier roman.
- 2019 : Prix du salon de Saint-Maur.